# Jim Bolger
James Brendan "Jim" Bolger (Opunake, 31 de maig de 1935) va ser el Primer ministre de Nova Zelanda del 2 de novembre de 1990 fins al 7 de desembre de 1997.

## Biografia
Bolger va néixer en Opunake, Taranaki el 31 de maig de 1935, fill de grangers immigrants de Wexford, Irlanda. Va abandonar l'escola als 15 anys. Va ingressar a la política en 1972 com a membre del Parlament pel Partit Nacional de Nova Zelanda representant a King Country. Va representar aquest electorat, renomenat Taranaki-King Country en 1996, fins al seu retir en 1998. En 1975 va ser fet ministre sota el mandat del Primer Ministre Robert Muldoon, servint primer com a Ministre de Pesca i més tard com a Ministre d'Agricultura.
Després de la derrota del Partit Nacional en les eleccions generals de 1984, Bolger i el segon al comandament Jim McLay van reptar a Muldoon pel lideratge del partit. McLay va guanyar. En 1986 Bolger va fer un segon intent i va aconseguir desbancar a Jim McLay com a capdavanter. Després del fracàs per al Partit Nacional en les eleccions de 1987, el partit, sota el comandament de Bolger, va guanyar, en 1990, amb el rang de vots més gran de la història de Nova Zelanda. Com a resultat, Bolger es va convertir en primer ministre.